# Крах (фильм, 2016)
«Крах» (англ. Breakdown) — британский драматический боевик 2016 года, снятый режиссёром и сценаристом Джонни Малачи с Крейгом Фэйрбрассом, Джеймсом Космо и Брюсом Пейном в главных ролях.

## Сюжет
Стареющий профессиональный киллер Альфи Дженнингс, когда-то работавший на мафию, вынужден защищать свою семью от бывших работодателей.

## В ролях
- Крэйг Фэйрбрасс — Альфи Дженнингс
- Джеймс Космо — Альберт Чепмен, экс-майор британской армии
- Брюс Пэйн — Питер Грейнджер
- Эмметт Дж. Скэнлэн — Коннор Моран
- Оливия Грант — Кэтрин Дженнингс
- Тамер Хассан — Ираз Карталь

## Производство
Съёмки фильма проходили в Лондоне и Эссексе.

## Критика
Фильм получил неоднозначные отзывы критиков. Джереми Аспиналл из Radio Times назвал фильм неоригинальным, но положительно отозвался об актёрской игре Фейрбрасса и Джеймса Космо.